# Goðafoss
De Goðafoss is een van de grotere watervallen van IJsland. Hij is gesitueerd in het district Mývatn in Noord-IJsland aan het begin (of eind) van de Sprengisandur-route, die dwars door het binnenland voert. Het water van de rivier de Skjálfandafljót valt over een breedte van 30 meter 12 meter naar beneden, en de Goðafoss wordt door rotsen in een paar stukken verdeeld. Een aantal kilometer stroomopwaarts ligt de Aldeyjarfoss.
In het jaar 1000 werd door de Alding besloten om het christendom als nationale godsdienst te erkennen (althans buitenshuis; binnenskamers mocht men nog de oude goden aanbidden). De bedenker van deze constructie, de wetspreker Thorgeir Thorkelsson, die op weg naar zijn huis bij Ljósavatn langs de Goðafoss kwam, gooide als blijk van zijn bekering zijn heidense afgodsbeelden in deze waterval. Vandaar de naam Godenwaterval. Een van de gebrandschilderde ramen in de markante kerk van Akureyri herinnert aan dit verhaal.

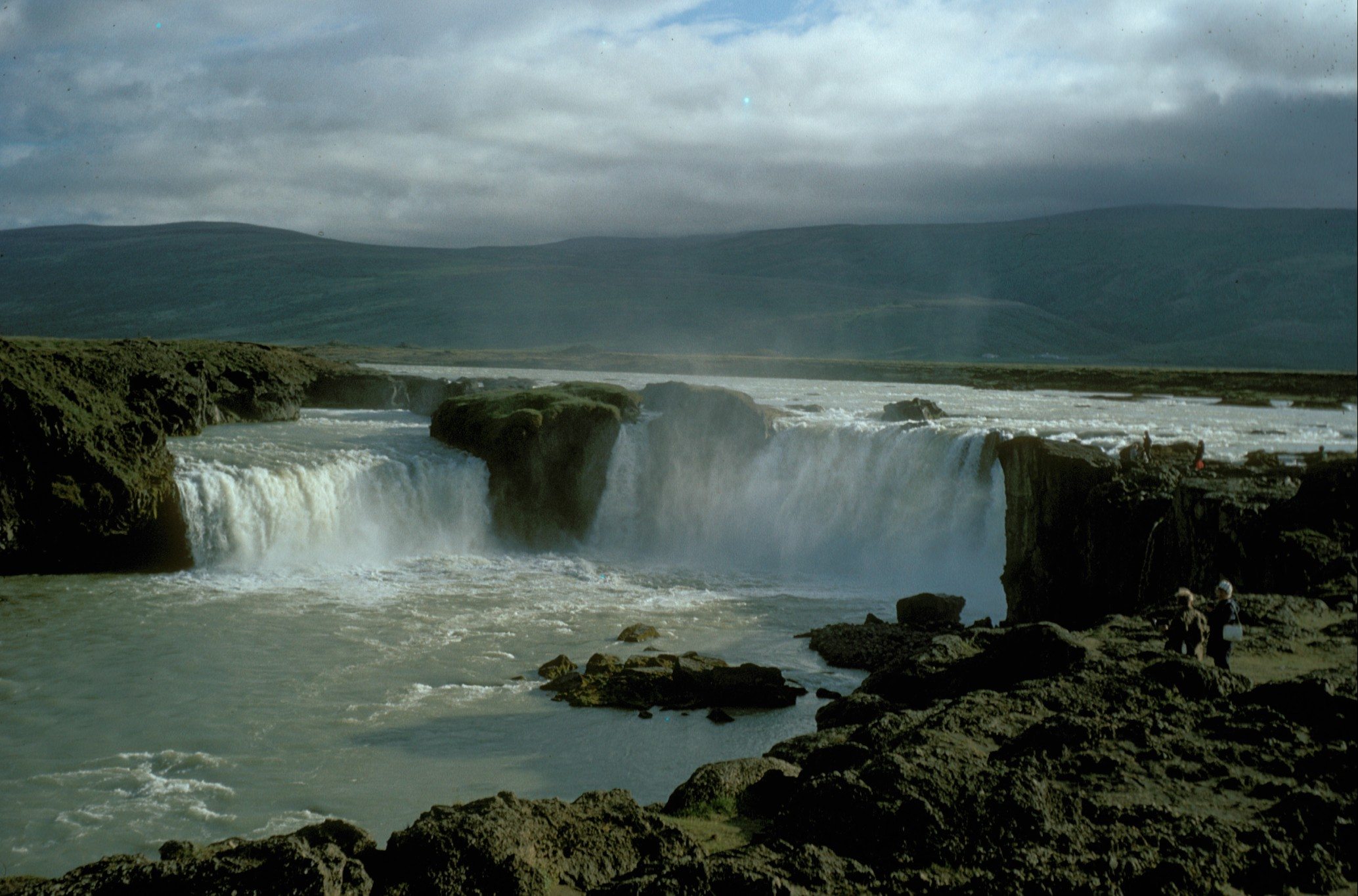
De Goðafoss
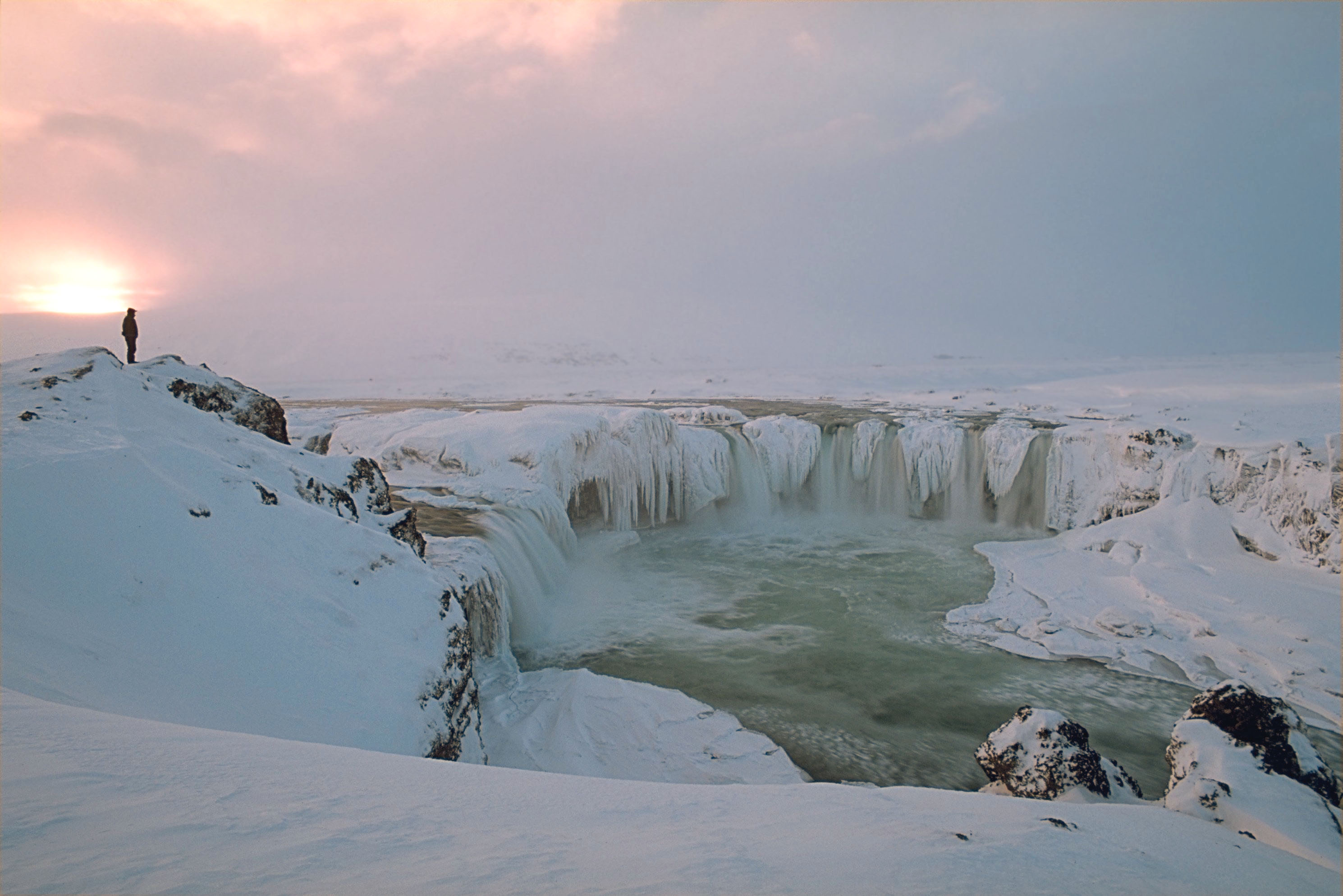
Een winters Goðafoss

## Een andere Goðafoss
Ook in de Westfjorden is er een waterval die Goðafoss heet.